# Југ—Пиринеји
Југ—Пиринеји (фр. Midi-Pyrénées, окситански: Miègjorn-Pirenèus (лангдошки), Mieidia-Pirenèus (гаскоњски)) је бивши регион у јужној Француској. Југ—Пиринеји је био највећи регион континеталне Француске и састојао се од 8 департмана.

## Историја
Пошто је регион вештачки створен у 20. веку, сви делови региона немају заједничку историју.
Око 25% се састоји од бивше провинције Гаскоње (Gascogne), 25% од бивше провинције Лангдок (Languedoc), а остатак од провинција Руерж (Rouergue), Кверси (Quercy), Небузен (Nébouzan) и Аженоа (Agenois).

## Администрација
Од 1998. године на челу регионалног парламента је Мартин Малви из Социјалистичке партије. Његова коалиција PS-PCF-PRG има 62 посланика од 91 посланичког места у регионалном парламенту. Унија за народни покрет-УДФ има 21 посланика, а крајње десничарска странка Национални Фронт 8 посланика.

## Географија
Регион Југ—Пиринеји налази се на југу Француске. То је највећи регион Француске чија је површина већа од Данске. На југу се граничи са Шпанијом и Андором. Такође се граничи и са четири друга региона Француске: на западу са Аквитанијом, на северу са Лимузеном, на североистоку са Оверњом и на истоку са регионом Лангдок-Русијон.
Регион Југ—Пиринеји се састоји од 8 департмана: Арјеж, Аверон, Горња Гарона, Жерс, Лот, Високи Пиринеји, Тарн и Тарн и Гарона. Главни град региона је Тулуз, који је уједно и главни град департмана Горња Гарона.
Највећа река у региону Јужнофранцуских Пиринеја је Гарона са своје четири притоке: Жерс, Арјеж, Лот и Тарн. 
У региону постоје два важна планинска масива: Пиринеји (les Pyrénées) на југу и Средишњи масив (Massif central) на североистоку региона. Пиренеји чине природну границу са Шпанијом.

## Становништво
У региону Југ—Пиринеји постоје велике разлике у старости становништва. У главном граду Тулузу, углавном живи млађе становништво, док је у остатку региона осетно старије. Такође Тулуз је град у којем су приходи међу највећима у Француској, одмах после Париза, док су у остатку региона значајно нижи.

## Језици
Два главна локална дијалеката (окситански језик) у регији су лангдошки и гаскоњски. Гаскоњски се традиционално говори на западу и југозападу региона, док се лангдошки највише говори на истоку и североистоку региона.
Међутим, ови језици су практично пред изумирањем у овом региону, и у великој мери их је заменио француски језик. Те језике разумеју углавном старији људи.